# International Institute for Secular Humanistic Judaism
International Institute for Secular Humanistic Judaism (IISHJ) – uczelnia, będąca akademickim i intelektualnym centrum judaizmu humanistycznego. Została założona w Jerozolimie w 1985 roku i obecnie posiada dwa kampusy: jeden w Jerozolimie, a drugi w Farmington Hills w stanie Michigan. Instytut oferuje profesjonalne programy szkoleniowe dla rzeczników, wychowawców, liderów (określanych również po hebrajsku jako madrikhim lub w jidysz jako vegvayzer) i rabinów. Wydaje szereg publikacji na temat judaizmu, organizuje publiczne seminaria dla wszystkich chętnych spoza uczelni. Wyszkoliła także licznych kantorów, chociaż programy te nie są obecnie dostępne. Instytut rozpoczął działalności od szkoleń dla liderów świeckiego judaizmu w 1986 roku. Program szkolenia rabinów rozpoczął się w 1992, a szkolenie pierwszego rabina humanistycznego w Ameryce Północnej zakończyło się w 1999 roku. Następnych dwóch rabinów wyświęcono dwa lata później. Program szkolenia rabinów humanistycznych w Izraelu rozpoczął w 2004 roku, a pierwsze święcenia miały miejsce w 2006 roku, co wywołało sprzeciw naczelnego ortodoksyjnego rabinatu Izraela. Założycielem uczelni był rabin Sherwin Wine i Yaakov Malkin z Uniwersytetu w Tel Awiwie. Wine prowadził IISHJ w Ameryce Północnej aż do swojej śmierci w lipcu 2007 roku. Obecnym rektorem oddziału amerykańskiego jest rabin Adam Chalom, a izraelskiego rabin Sivan Malkin Maas.